# Channa amphibeus
Channa amphibeus là một loài cá lóc trong chi Channa (cá quả/cá lóc) thuộc họ Channidae có nguồn gốc từ Ấn Độ (bang Tây Bengal, Assam?) và có thể có ở Bhutan. Mẫu điển hình thu thập tại sông Chail (cửa sông khoảng 6 km ở phía bắc Jalpaiguri), chi lưu tả ngạn của sông Teesta - chi lưu hữu ngạn của sông Brahmaputra tại bang Tây Bengal, Ấn Độ.
C. amphibeus có kích thước dài tối đa tới 90 cm. Loài này từng bị nhầm lẫn với Channa barca có ở bang Assam.